# Sociedad Deportiva Aucas
A Sociedad Deportiva Aucas é um clube equatoriano de futebol, com sede na capital Quito, fundado primeiramente pela companhia de petroleo Shell, vindo desse modo as suas cores amarelo e vermelho. 
Atualmente participa da 1 divisão equatoriana.

## História
O Aucas foi fundado no dia 5 de fevereiro de 1945. Pertencia à multinacional Shell, da qual originaram-se suas cores vermelha e amarela. Logo após sua fundação, na década de 40 e 50, o clube era um dos mais vitoriosos e conhecidos de Quito, ganhando um pentacampeonato do campeonato Amateurs de Pichincha nos anos de 1945, 1946, 1947, 1948 e 1949.
A partir dos anos 70 começou a sua decadência esportiva, com seguidas más administrações e tensões políticas internas. Desde então alterna entre a 3, 2 e 1 divisão equatoriana.
Em novembro de 2022, conquistou seu primeiro título da primeira divisão depois de derrotar o Barcelona na final por 1–0 no placar agregado.
Em sua estreia na Libertadores, o Aucas conquistou sua primeira vitória na competição sendo de virada contra o Flamengo, pelo placar de 2x1. Terminou a primeira participação na 4ª colocação do Grupo A da fase de grupos, não se classificando para as oitavas de final.

## Rivalidade
O maior rival do Aucas é a Liga Deportiva Universitaria, também da capital equatoriana. Os dois clubes realizam o clássico mais antigo da cidade.

## Títulos
| NACIONAIS | NACIONAIS                        | NACIONAIS | NACIONAIS         |
|           | Competição                       | Títulos   | Temporadas        |
| --------- | -------------------------------- | --------- | ----------------- |
|           | Campeonato Equatoriano           | 1         | 2022              |
|           | Campeonato Equatoriano - Série B | 3         | 1974, 1991 e 2014 |
|           | Campeonato Equatoriano - Série C | 2         | 1986 e 2012       |

### Destaques
- Vice-campeonato Equatoriano da 2ª Divisão: 2 (1979 E1, 1982 E1, 2017)
- Vice-campeonato Equatoriano da 3ª Divisão: 1 (1967)